# Didissandra
Didissandra je rod gesnerijevki iz podtribusa Didissandrinae, dio tribusa Trichosporeae. Sastoji se od 9 vrsta rasprostranjenih u Zapadnoj Maleziji (Sumatra, Malajski poluotok, Borneo, Java), prvenstveno u nizinskim i planinskim prašumama. Vrste su uglavnom višegodišnje, drvenaste biljke. 

## Etimologija
Ime roda dolazi očito od grčkog δι, di, δις, dis = dva-, dvostruko, i ̣άνδρος, andros = čovjek, muškarac (muški dijelovi cvijeta, androecium), što se odnosi na prisutnost četiri prašnika.

## Opis
Didisandra je donedavno bila taksonomski koš za svašta, kojemu je tijekom vremena pripisano više od 80 vrsta. Ispitivanje Webera i Burtta (1998) rezultiralo je podjelom na tri roda: Didissandra s.str., Ridleyandra i Raphiocarpus. Trenutačni generički položaj svih vrsta koje su ranije bile povezane s Didissandrom može se pronaći u Vitek et al. (1998).
To su višegodišnje zeljaste, donekle drvenaste biljke čija je stabljika uspravna, polegnuto-uzdižuća ili puzeća, blago do istaknuto odrvenjela. Listovi križasti ili trostruki, ± izofilni, lamina jajolika, s oštrim ili tupim vrhom, obično dlakavi s obje strane. Vjenčić bijel, na kraju s ljubičastom ili purpurnom nijansom, većinom dvije žute pruge na ulazu u cijev, cijev cilindrična. Nektarij čašičastog oblika. Plod je vitka, cilindrična, rebrasta čahura (kapsula), koja se najprije odvaja pomoću dva lokulicidna proreza, a zatim se usitnjava u nekoliko lamela povezanih s vaskularnim snopovima koji razvijaju uočljive sklerenhimatozne ovojnice na vanjskoj strani.

## Vrste
1. Didissandra anisanthera B. L. Burtt
2. Didissandra brachycarpa A. Weber & B. L. Burtt
3. Didissandra chishuiense R. B. Zhang
4. Didissandra elongata (Jack) C. B. Clarke
5. Didissandra frutescens (Jack) C. B. Clarke
6. Didissandra sprengelii C. B. Clarke
7. Didissandra ternata (Miq.) A. Weber & B. L. Burtt
8. Didissandra triflora C. B. Clarke
9. Didissandra wildeana A. Weber & B. L. Burtt